# 梁丘姓
梁丘姓是漢字複姓之一，在《百家姓》中排第483位。在现代是极罕见的姓氏。

## 起源
梁丘姓是以邑名为姓氏。《尚友录》中记载，春秋时齐国有大夫食采于梁丘（今山东成武县东南），其后代中有梁丘氏。

## 郡望
- 冯翊郡：汉武帝置左冯翊，三国曹魏改为冯翊郡。今为陕西大荔县。

## 延伸阅读
[在维基数据编辑]
 《百家姓》
 《欽定古今圖書集成·明倫彙編·氏族典·梁丘姓部》，出自陈梦雷《古今圖書集成》